# 火砕流

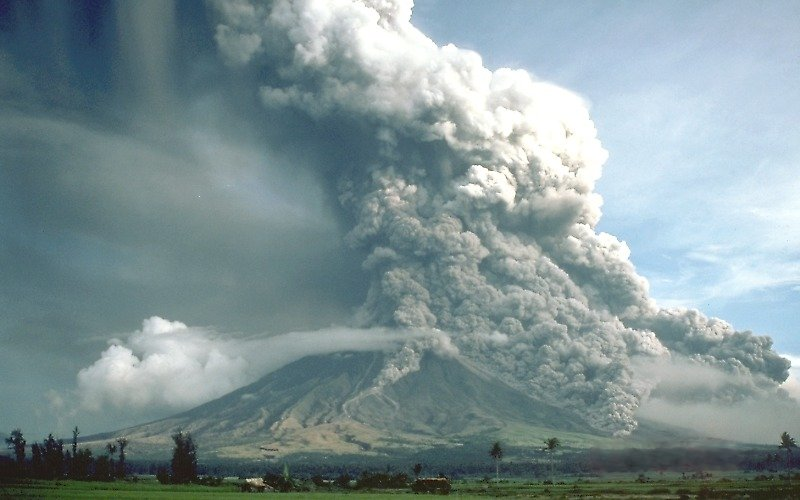
火砕流 フィリピン・マヨン山（1984年）

火砕流（かさいりゅう、pyroclastic flow、火山砕屑流）とは、火山現象で生じる土砂移動現象の一つで、特に火山活動に直接由来する「火山砕屑物の流れ」で、気体と固体粒子からなる空気よりもやや重い密度流である。「熱雲」「軽石流」を含めて「高温のマグマの細かい破片が気体と混合して流れ下る現象」の総称。英語では「pyro（火の）clastic（破片の） flow（流れ）」。

## 概要
多くの場合、マグマ由来の火山噴出物である火山砕屑物（火山灰や軽石など）とガス成分（水蒸気や火山ガスなど）を含む数百℃以上の高温の混相流が山腹を高速度で流下する現象を指す。ただし、水蒸気爆発で発生するような比較的低温の噴出物を含み、火災を誘発するほど高温でない密度流も火砕流と呼ばれることがある。一部では、温度や噴出物の有無を定義から取り払い、火砕流と火砕サージなどを重力流の一種とみなして、火砕物密度流(pyroclastic density current) とすることもある。
マグマ噴火に伴う火砕流は、高温の火山ガスと混合一体化しているため地面との摩擦が少なく、さらに山腹を源流とする河川により形成された峡谷が存在する場合、流下するスピードは100km/h以上を超えることがあり、短時間で遠方まで至る。またガス成分（特に水蒸気）が多い場合は比重が小さいため海面上を滑走することもある。温度は1000℃を超えることもあり（タバコの火や火葬の温度がおよそ800℃）、人工物である屋内の建築物や自動車の中であっても融解する危険性が存在するため安全とは言えない。火山災害の中でも最も危険な災害である。

## 火砕流という用語の歴史
現在火砕流堆積物とされている堆積物は、古くは泥流や溶岩流の一種と考えられていた。たとえば阿蘇山周辺の火砕流堆積物溶結部は「泥溶岩」などと呼ばれた。
1902年のプレー火山の噴火を調査したフランスの火山学者・アルフレッド・ラクロワ (Alfred Lacroix)により "Nuée ardente"（ニュエ・アルダント―燃える雲＝熱雲）と名づけられたのが、科学的に取り上げられた最初である。「熱雲」は英語では「glowing cloud」。また、北海道駒ヶ岳（1929年）で発生した軽石が斜面をなだれ下る類似現象は、「軽石流」と呼ばれた。ムラピ山での、流動性に乏しい分厚い溶岩の先端が崩落する現象は「岩屑なだれ(rock avalanche)」と呼ばれた。現在では岩屑なだれは、火砕流とは別の流動現象を指す用語として使われているので、注意が必要である。

## 火砕流の発生機構
火砕流の実体は、火山砕屑物と噴出物の火山ガスや水蒸気が混合して流動化したもの。ガスは、マグマに含まれていた火山ガスと、火山噴出物中および流走中に取り込んだ空気からなる。温度は、マグマに近い高温のものから100℃程度まで幅がある。水蒸気噴火とマグマ噴火では水蒸気噴火の方が発生頻度が高い。
火砕流とは流動現象に対する名称であるため、噴火様式と1対1に対応するものではないが、火砕流が発生するような噴火には以下のものがある。

### 流紋岩 - デイサイト質マグマの大規模な噴火
流紋岩 - デイサイト質マグマは粘性が高いため、ガスが抜けにくく、マグマが地表近くまで上昇し減圧した時点で爆発的に発泡しやすい。このとき液体 - 固体は粉砕されてガスと混合し、マグマの量が多ければ大量の火砕流となって火口から高速で流れ出す。この場合は火口から全方向に流下することが多い。大～中規模（10km3以上- 1km3 - 0.01km3）の火砕流の殆どはこのタイプである。地下のマグマだまりから大量のマグマが噴出するため、マグマだまり跡の空洞が陥没してカルデラを形成することも多い。このとき、火砕流は最大で約100kmも流れる事がある。このような大規模な火砕流が堆積すると、カルデラ周辺に谷地形を埋めて平坦な台地地形（火砕流台地）を形成する。日本における代表的な例は九州南部に分布するシラス台地が該当する。火砕流堆積物が高温のまま厚く堆積すると自身の熱で変形して溶結することがあり、そのようなものは溶結凝灰岩と呼ばれる。

### プリニー式噴火の噴煙柱崩落 （スフリエール式火砕流）
プリニー式噴火では、固体破片とガスの混合物からなる大規模な噴煙柱が形成されるが、その混合物の密度が空気よりも大きくなると、噴出物が上昇し続けられなくなり、噴煙柱は重力崩落し流走する。この場合は火口から多方向に広がり流下することが多く、谷間を移動し遠距離に到達することもある。ヴェスヴィオ火山の噴火（79年）およびスフリエール山の噴火（1902年）が代表的。カルデラを形成する大噴火の中で、プリニー式の噴煙柱ができる場合もあると考えられている。

### 溶岩ドームの崩壊 （ムラピ式火砕流）
マグマの粘性が高く、かつガスが効率的に抜けると、爆発的な噴火を起こさずにマグマがゆっくりと押し出されて溶岩ドームを形成するが、ガスは完全に抜けきったわけではなく溶岩の中に気泡として残っているので、ドームの一部が押し出されるなどして崩壊すると爆発的に解放されたガスとそれによって形成された破片が混合して小規模（一般に0.01km3以下）な火砕流となる。流下方向は地形などの影響で限られることが多い。このタイプの火砕流は、その堆積物の特徴からブロック・アンド・アッシュ・フロー（英: block and ash flow）と呼ばれる。ムラピ山の噴火が代表的で、雲仙岳1990年-1995年の噴火で多く発生したのもこのタイプ。ただし、溶岩ドームが火山ガスの圧力で爆発的に崩壊した時には、やや規模の大きい火砕流と火砕サージが発生することがある。

### 水蒸気噴火
マグマの噴出を伴わない比較的小規模でかつ溶岩ドームを形成しない水蒸気噴火でも噴出物に水蒸気を多く含むため、小規模な比較的温度の低い火砕流を起こすことがある。

## 火砕流の流動機構
火砕流流動様式は、1960年代は乱流と考えられていたが、1980年代には流動化実験等の結果から、層流と考えられるようになった。しかし、1990年代から乱流であるとする説が一時主流となり、現在では乱流説と層流説の議論が続いている。流走時には乱流を主体とし、堆積時には基底部に高密度な粒子流を形成し堆積するというモデルもある。

## 火砕流の種類と堆積物
火砕流は構成物質により以下のように分類される。
- 火山灰流（火山灰の多いもの）
- 軽石流（軽石の多いもの）
- スコリア流（主にスコリアからなるもの）

上記に当てはまらないものは、特に分類せず火砕流と呼ぶ。
固体成分が少なく、主にガスからなるものは火砕サージと呼ぶ。
火砕流で運ばれた物質（固体）が、流れが止まった場所に溜まったものを火砕流堆積物と呼ぶ。

## 規模による分類
| 規模   | 噴出物の量      | 本質岩塊の密度 | 垂直距離(H)/水平距離(L) | 別名               |
| ------ | --------------- | -------------- | ----------------------- | ------------------ |
| 小型   | 10-4 - 10-1 km3 | 2.5 - 1.0      | 0.6 - 0.3               | 熱雲               |
| 中間型 | 10-1 - 10 km3   | 1.5 - 0.5      | 0.4 - 0.2               | 軽石流、スコリア流 |
| 大型   | 10 - 103 km3    | 1.0 - 0.2      | 0.2 - 0.05              | 軽石流、火山灰流   |

## 歴史に残る事例

### 日本の例
- 日本では紀元前4,000年頃まで、ミノア噴火に相当する、またはそれ以上の大規模火砕流を伴う破局噴火がしばしば発生していた。火砕流が九州の半分を覆った9万年前の阿蘇山噴火や、九州南部のシラス台地を形成した2.9万年前の姶良カルデラの噴火（入戸火砕流）は、噴出物の量でミノアを一桁上回る大きな噴火であった。7,300年前の鹿児島沖で発生した鬼界カルデラの噴火では、火砕流が海上を渡って本土まで到達した。
- 北海道駒ヶ岳は1640年、浅間山は1783年、有珠山は1822年に大きな火砕流災害を起こした（駒ヶ岳噴火津波、天明大噴火）[6]。
- 1990年 - 1995年の長崎県・雲仙岳の噴火。1991年5月に粘性の高いデイサイト質の溶岩が普賢岳地獄跡火口から噴出して溶岩ドームを形成、500℃以上の溶岩が主に普賢岳東側の水無川流域に崩落することにより、谷沿いに火砕流が頻発した。火砕流とそれに伴う熱風（火砕サージ）により森林、家屋、農耕地などが広範囲にわたって破壊・焼失し、死者・行方不明者は計44名におよんだ。この死者の多くは6月3日の火砕流によって発生した火砕サージに飲み込まれたもので、「定点」と呼ばれた山と火砕流を正面から望める地点に集結していた報道関係者および地元の消防団員が主だった。この噴火が日本で火砕流の知名度が向上するきっかけとなった。
- 2000年から続く三宅島の噴火。2000年8月29日に、火砕流状の噴煙が海岸線まで流下しているのが確認された。その後の調査で低温の火砕流である事が確認され、更なる火砕流の発生が懸念された事で全島避難が行われた。
- 2014年
  - 8月3日 口永良部島噴火。
  - 9月27日 木曽御嶽山噴火。
- 2021年10月20日の阿蘇山噴火。

他にも火砕流による堆積物（火砕流堆積物）は世界各地で発見されている。日本でも浅間山、十勝岳のほか北海道駒ヶ岳、新潟焼山など活発な火山の周囲で小規模なもの、阿蘇山のほか十和田カルデラ、支笏カルデラなどカルデラの周囲で数十kmも流れた大規模なものが確認されている。

### 日本以外の例
- エーゲ海サントリーニ島のミノア噴火。紀元前1400〜1600年頃、ミノア文化の中心地クレタ島から少し離れたサントリーニ島が大爆発した。古代都市アクロティリ遺跡などの発掘調査によれば、まず大量の軽石が降下し（厚さ50cm）次に大規模な火砕流が発生して約50mの厚さに堆積し、その後島のほとんどが陥没しカルデラを形成した。この災害の言い伝えが、高度な文明を持った島国が地震と大洪水により一昼夜で海に没した『アトランティス伝説』になったのではないかと言われている。
- 紀元後79年8月24日に発生したヴェスヴィオ火山による古代ローマの都市ポンペイの埋没は、小プリニウスが書いた文献や後年の発掘調査から、高温の火砕サージとそれに続く火砕流によるとみられている。小プリニウスの叔父の大プリニウスはこの当時ローマ海軍の提督であったが、被災者の救助に向かい、そのまま火山ガスにより死亡した。ポンペイとその周辺は9時間に及ぶ噴火により約6mの火砕流堆積物（軽石および火山灰）に覆われ、市民約2000人が死亡したと考えられている。両プリニウスにちなんで、このような形式の噴火をプリニー式噴火と呼び、太い樹木のような噴煙柱を形成することが特徴である。なお、ポンペイとほぼ同時に被害にあったヘルクラネウム（現在のエルコラーノ）を襲ったのは火山泥流（ラハール）と考えられている。
- 1902年5月8日に西インド諸島のフランス領マルティニーク島のプレー火山が爆発、発生した火砕流はわずか2分あまりで麓のサンピエール市を全滅させた（死者32,000人）。この時サンピエール市内で助かったのは翌日に刑執行を控え地下牢につながれていた死刑囚と地下倉庫に隠れていた靴屋、洞窟で遊んでいた少女の3人だけだったという。
- 1982年3月29日から4月4日にかけてメキシコのエルチチョン山が大噴火。火砕流が火口の周囲8キロの範囲まで流下した（死者2,000人～17,000人以上）。
- 1985年11月13日に南米コロンビアのネバド・デル・ルイス火山で発生した火砕流（死者21,500人）は、高温の火山噴出物が大量の積雪を融解させた、火砕流起源の土石流（ラハール）とされている。{\displaystyle {\ce {->}}} 1926年5月24日の十勝岳噴火による富良野・美瑛の泥流被害も同様の経緯であった。

ミノア噴火が大規模火砕流、ポンペイを襲ったのが中規模火砕流、プレー火山の例は小規模火砕流に分類される。